# Entern oder Kentern
Entern oder Kentern ist eine deutsche Spielshow des Senders RTL aus dem Jahre 2007.

## Produktion und Ausstrahlung
Von der Sendung entstanden insgesamt zehn Ausgaben, die ab dem 29. Juni 2007 freitags 20:15 Uhr gesendet wurden. Inspiriert vom Erfolg der Pirates-of-the-Caribbean-Filme, besitzt diese Spielshow ein Piraten- und Karibikszenario. Die auf zehn Folgen ausgelegte Sendung orientiert sich an früheren Sendungen dieser Art, wie Spiel ohne Grenzen und vor allem an der populären japanischen Sendung Takeshi’s Castle, hatte jedoch ein Piraten-Thema.
Viele Spiele wurden übernommen und für die leichte Abendunterhaltung entschärft. Die Kulisse für die Sendung entstand auf einem 16.000 Quadratmeter großen Gelände der Nobeo-Studios in Hürth.
Die Ausstrahlung der ersten Sendung erreichte einen Marktanteil in der werberelevanten Zielgruppe von 21,6 Prozent durch 2,14 Millionen Zuschauer. Insgesamt sahen 3,34 Millionen Zuschauer zu, der Gesamtmarktanteil lag bei 12,0 Prozent. Die zweite Ausgabe wurde danach nur noch von 1,03 Millionen Zuschauern der 14- bis 49-Jährigen geschaut, der Marktanteil fiel auf 12,0 Prozent. Die Finalfolge vom 31. August 2007 sahen lediglich 1,82 Millionen Zuschauer (6,6 Prozent Marktanteil), der Marktanteil in der werberelevanten Zielgruppe lag bei 10,8 Prozent.

## Ablauf
In der Sendung traten jeweils drei Mannschaften in verschiedenen Farben gegeneinander an, die jeweils von einer prominenten Person angeführt wurden. Die Mannschaften, gewöhnliche Sport- oder Freizeitvereine, bestehen aus jeweils 30 Personen.
Moderiert wurde die Sendung von Sonja Zietlow. Die Spielhandlung hat zum Ziel, dem Piratenkapitän Raff und seinem Adlatus Schmier, dargestellt von Götz Otto und Carsten Brix, den Schatz abzuluchsen. Dazu ist es nötig, diverse Spiele und Aufgaben zu durchlaufen. So lichten sich, wie beim Vorbild aus Japan, nach und nach die Reihen der Kandidaten. Die jeweiligen Anführer der drei Teams stehen zudem regelmäßig vor der Wahl, ob sie die Spiele selbst ebenfalls durchlaufen, um bei Erfolg einige ihrer ausgeschiedenen Teammitglieder zurück ins Spiel holen zu können. Die Aufgaben waren breit gefächert. So galt es beispielsweise eine „Schlucht“ über eine schmale, wackelige Hängebrücke zu überqueren, während Raffs Schergen versuchten, den Kandidaten aus dem Gleichgewicht zu bringen.

### Finale
In den ersten neun Sendungen traten jeweils neue Teams und Prominente an, wobei immer ein Team die Sendung gewann. Das siegreiche Team erhielt 3.000 €. In der zehnten Folge fand das Finale statt, in dem die drei Teams gegeneinander antraten, die bei ihrem Sieg die meisten Kandidaten zur Verfügung hatten. Der Gewinn im Finale betrug 30.000 €.
Der Sieg ging an die Wild Bobbyz aus Schmelz, die Bobbycar-Fahrer aus dem Saarland.

## Sendungen
- Folge 1 (29. Juni 2007) – Miriam Pielhau*, Axel Schulz und Andrea Göpel
- Folge 2 (6. Juli 2007) – Kai Ebel, Caroline Beil und Katy Karrenbauer
- Folge 3 (13. Juli 2007) – Erkan, Stefan* und Michaela Schaffrath
- Folge 4 (20. Juli 2007) – Toni Polster, Nina Hagen und Christian Kahrmann
- Folge 5 (27. Juli 2007) – Giulia Siegel, Daniel Küblböck und Oliver Beerhenke
- Folge 6 (3. August 2007) – Ingo Naujoks, Bürger Lars Dietrich und Ruth Moschner*
- Folge 7 (10. August 2007) – Sven Ottke, Lucy Diakovska und Ben
- Folge 8 (17. August 2007) – Dariusz Michalczewski, Jana Ina und Sandy Mölling
- Folge 9 (24. August 2007) – Tanja Szewczenko, Miloš Vuković und Enie van de Meiklokjes
- Folge 10 (31. August 2007) – Stefan, Miriam Pielhau, Ruth Moschner

Sieger der jeweiligen Sendung sind fett dargestellt; ein Stern (*) kennzeichnet die für das Finale Qualifizierten

## Sonstiges
Das Schiff „Black Shadow“ ist auch im Video zum Song All For One von beFour zu sehen.

## Rezeption

### Kritik
Die kritische Reaktion fiel großenteils negativ aus. Spiegel Online bezeichnet die Sendung als „amtliche Demütigungsshow, bei der Ex-Promis und Extremsportfans unter entwürdigenden Bedingungen um einen Piratenschatz kämpfen“. Die Aufgaben seien „gemeingefährliche Übungen“ und „grausamste Selbstentblößung“. Bild am Sonntag bezeichnet Entern oder Kentern als „Show zum Fremdschämen“ und empfiehlt, „die trashige Sendung mit seinen billigen Kulissen sofort im nächsten Meer zu versenken“.

### Quoten
Die Einschaltquoten gingen, nachdem die erste Folge noch einen Marktanteil von 20 Prozent hatte, in den darauffolgenden Ausgaben immer weiter zurück.